# تشاس فنسنت
تشاس فنسنت هو سياسي أمريكي، ولد في 24 يوليو 1977 في كاليسبيل في الولايات المتحدة. نشط حزبياً في الحزب الجمهوري. وقد انتخب عضو مجلس ولاية مونتانا ‏.